# Ixocactus hutchisonii
Ixocactus hutchisonii là một loài thực vật có hoa trong họ Loranthaceae. Loài này được Kuijt mô tả khoa học đầu tiên năm 1967.